# تجربه نزدیک به مرگ (فیلم)
«تجربه نزدیک به مرگ» (انگلیسی: Near Death Experience (film)) فیلمی در ژانر درام است که در سال ۲۰۱۴ منتشر شد. از بازیگران آن می‌توان به میشل ولبک اشاره کرد.